# Église Saint-Martin-Saint-Augustin de Nice
L'église Saint-Martin-Saint-Augustin de Nice (glèia San-Martin-Sant-Augustin en Niçois) est une église située place Saint-Augustin dans le Vieux-Nice, à Nice (Alpes-Maritimes).

## Historique

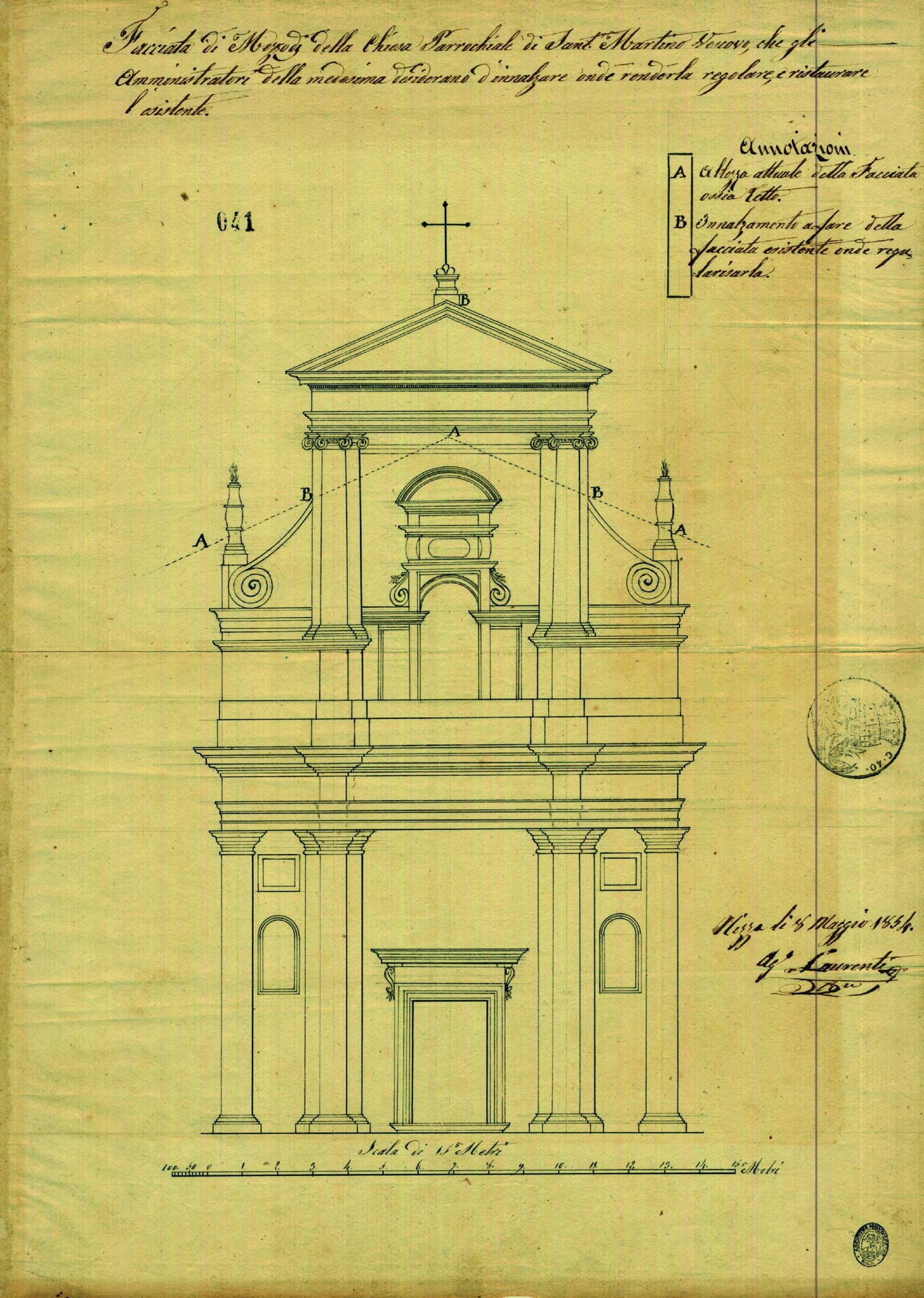
Plan du Consiglio d'Ornato pour la façade de l'église.

L'église Saint-Martin est l'une des plus anciennes églises de la ville basse de Nice, avec Sainte-Réparate et Saint-Jacques-le-Majeur, dite populairement aujourd'hui Sainte-Rita mais cette sainte qui est très venérée à Nice est honorée dans l'église quoiqu'elle n'en soit pas la titulaire mais sa statue de plâtre du XIX-XX s.,  au demeurant assez belle et de bonne présentaton (d'art non sulpicien )  se trouve dans la première chapelle en entrant à gauche ].
Un couvent des Pères ermites de Saint-Augustin est construit au XIVe siècle, en dehors des murs d'enceinte. Le bâtiment est rapidement ruiné par les guerres qui dévastent la région. Aussi, en 1405, l'évêque de Nice et le chapitre cathédral décident de confier aux Pères de Saint-Augustin l'église paroissiale Saint-Martin qui se trouve au quartier du Podio ou de Camas Soubran. L'église médiévale est représentée sur le plan que fait Jean-Louis Baldoino en 1607.
L'église actuelle, remplaçant un édifice gothique, est reconstruite à partir de 1636 pour le compte des moines augustins. Un accord est passé par les Pères augustins avec la confrérie des tailleurs de pierre qui avaient une chapelle dans l'église. Les travaux vont durant tout le XVIIe siècle, et jusqu'au début du XVIIIe siècle. Un plan se trouvant à la Bibliothèque nationale de France permet d'avoir une idée de l'aspect extérieur de cette église avant sa transformation au XIXe siècle. Elle comporte une façade avec serlienne, un fronton triangulaire et deux clochers assez bas. L'élévation du flanc gauche de l'église donne une idée de son style. En cherchant un concepteur de ce type d'architecture, assez courante à cette époque dans le triangle Nice-Gênes-Turin, on pourrait citer Marc-Antoine Grigho pour l'église du couvent de la Visitation à Monaco, mais sa date de construction - 1665-1675 - semble postérieure à celle de l'église Saint-Augustin.
Le plan du Consiglio d'Ornato pour la façade actuelle porte la date de 1834. Elle ne fut achevée, comme dans le cas de plusieurs autres églises de Nice, qu'au XIXe siècle (1895). Le tremblement de terre de février 1887 a détruit le second clocher.
Une note figurant dans les archives de l'église atteste du passage le 20 juin 1510 de Martin Luther, alors moine augustin, qui y a célébré une messe (évidemment pas dans l'édifice actuel, puisque entièrement remanié à l'époque baroque).
C'est dans cette église qu'a été baptisé Joseph Garibaldi le 19 juillet 1807.
Elle est classée aux monuments historiques depuis le 4 février 1946.

## Caractéristiques
L'église actuelle relève par son style du baroque italien. Elle abrite malgré tout une pietà Renaissance attribuée au peintre niçois Louis Bréa.

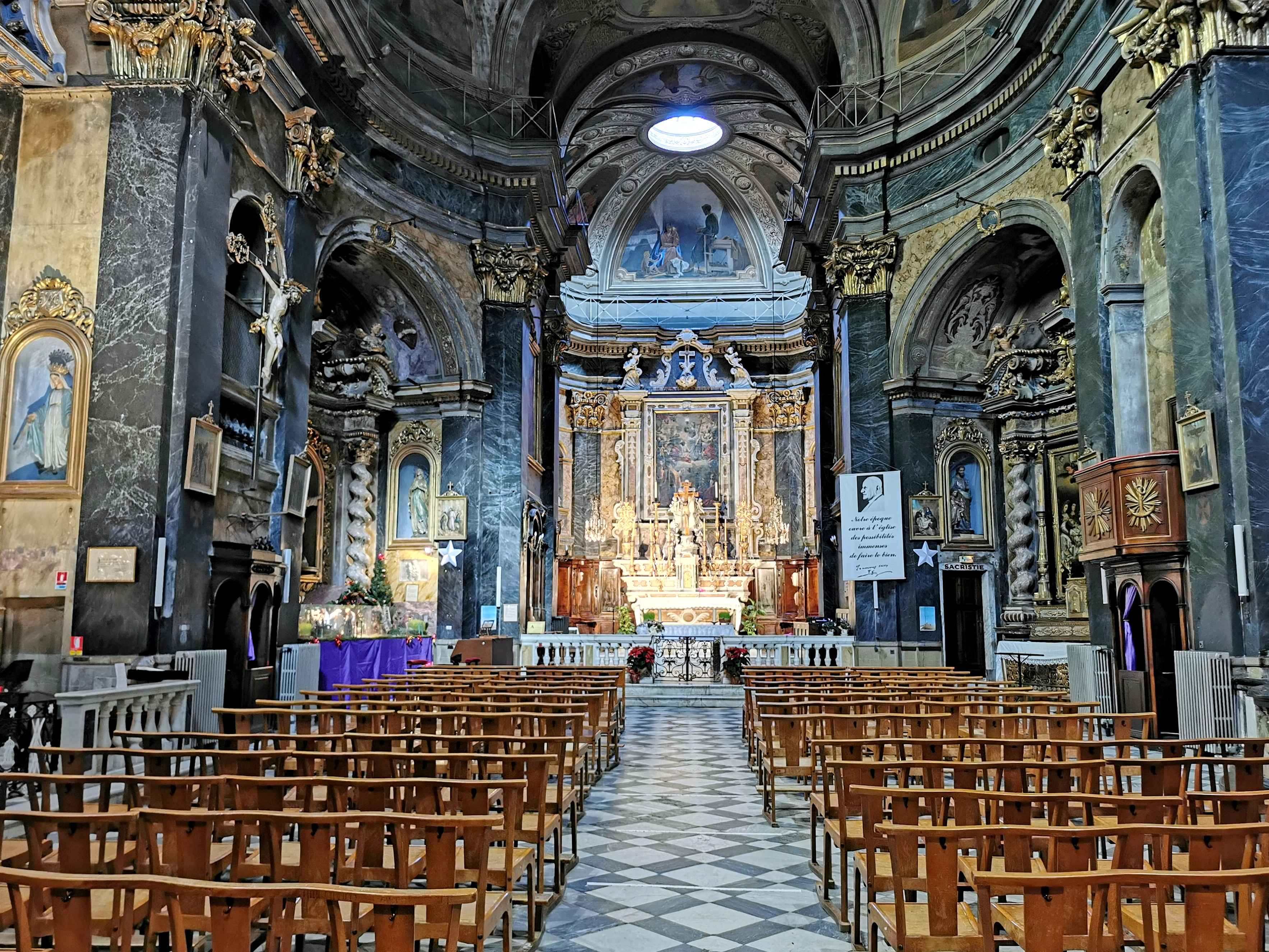
Intérieur baroque et chœur.
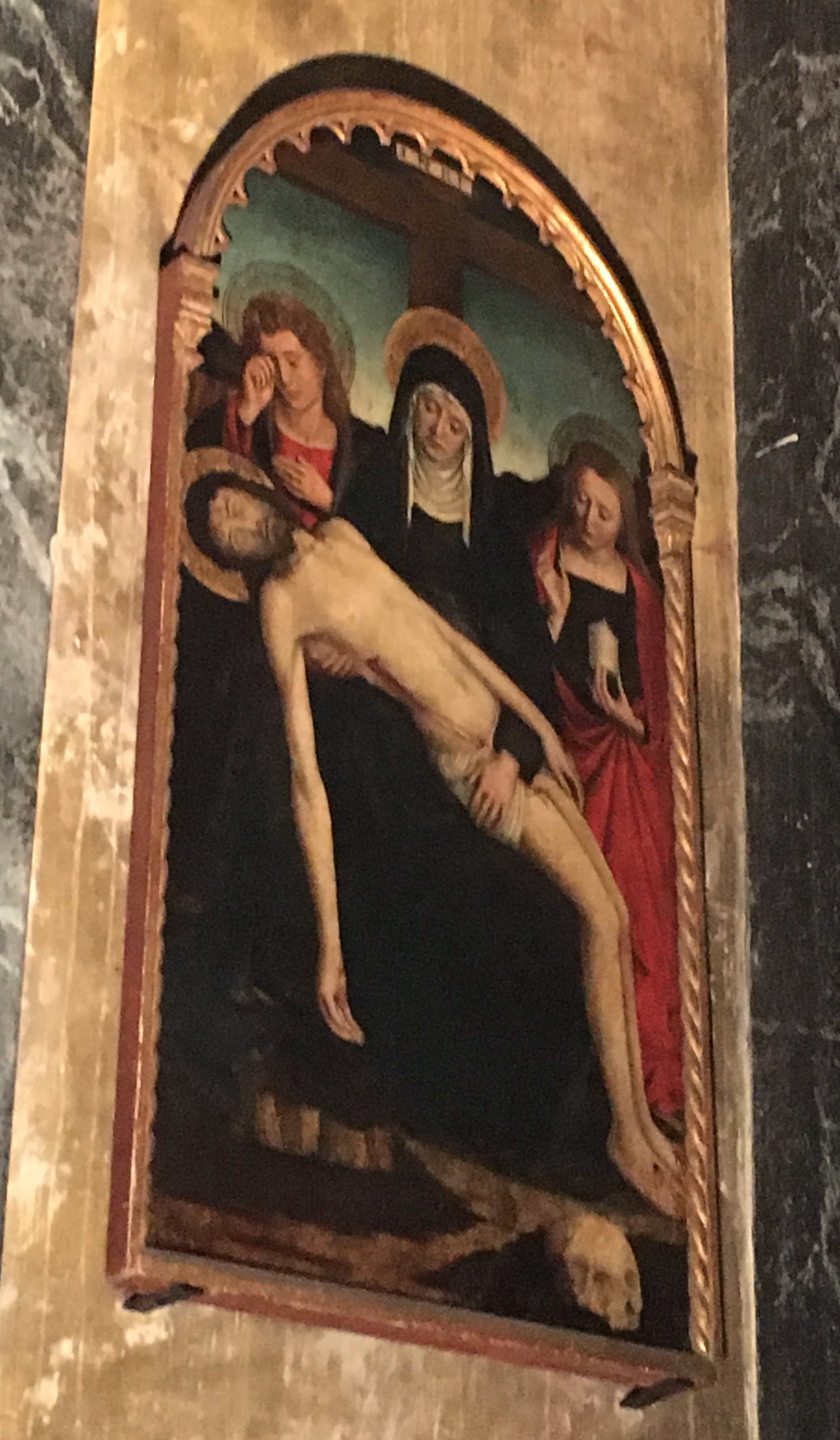
Pietà attribuée à Louis Brea.